# Jacobs Douwe Egberts
Pour les articles homonymes, voir JDE.
Jacobs Douwe Egberts ou JDE (anciennement Douwe Egberts puis D.E Master Blenders 1753 NV) est une entreprise néerlandaise agro-alimentaire spécialisée dans le café et le thé. Fondée en 1753 sous le nom Douwe Egberts Koninklijk Tabaksfabriek-Koffiebranderijen-Theehandel, que l’on peut traduire par Société royale de manufacture de tabac, torréfaction de café et commerce de thé Douwe Egberts, elle est le résultat de la fusion en 2015 entre D.E Master Blenders 1753 et la division café de Mondelēz International. L’entreprise est basée à Amsterdam et son actionnaire majoritaire est la famille Reimann, via Acorn Holdings, au sein de JAB Holding.

## Histoire

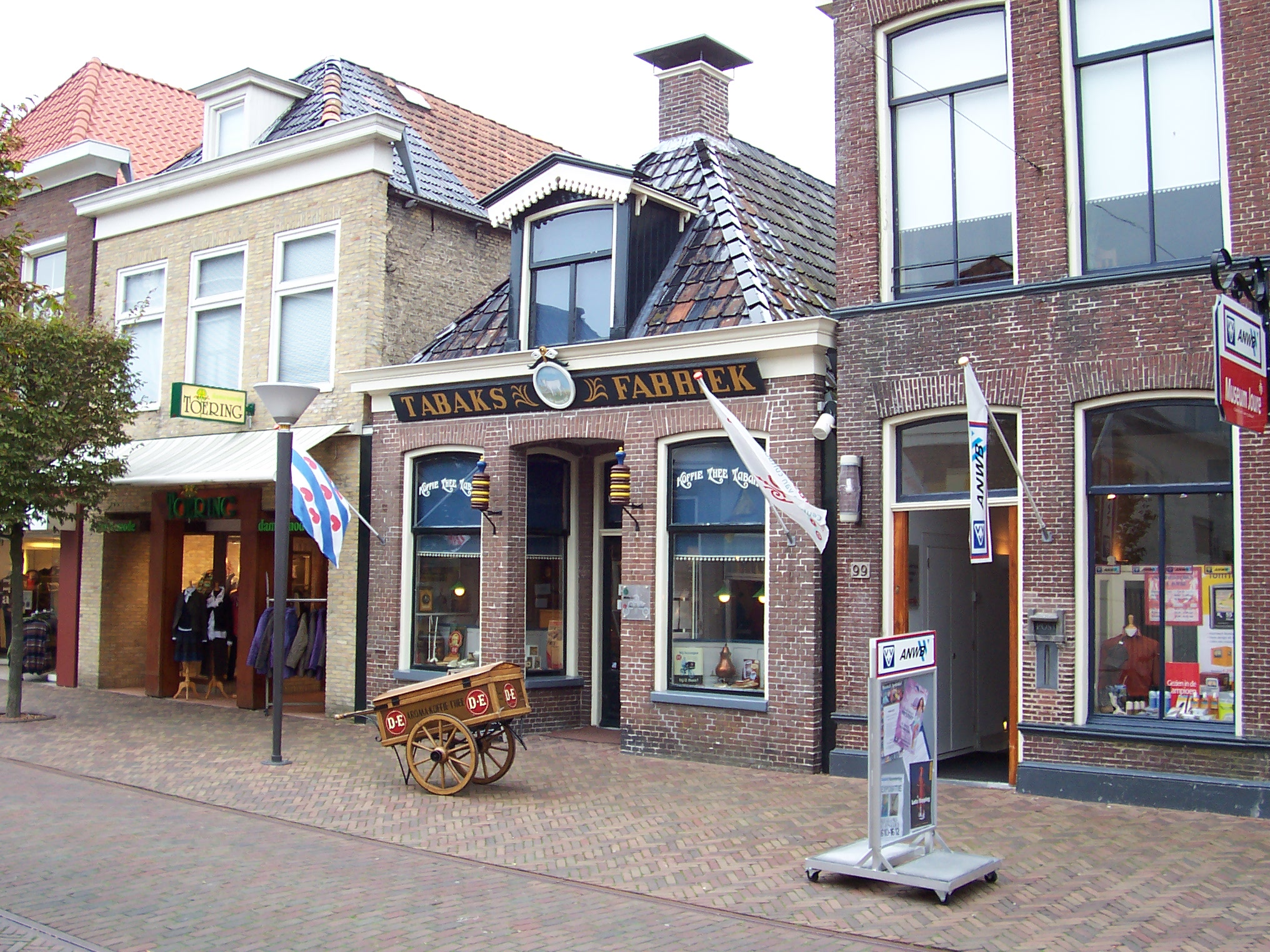
Commerce Douwe Egberts De Witte Os à Joure, Pays-Bas (2006)

La société trouve ses origines dans De Witte Os, (textuellement: le bœuf blanc), une épicerie que Egberts Douwe a fondée en 1753 à Joure, aux Pays-Bas.

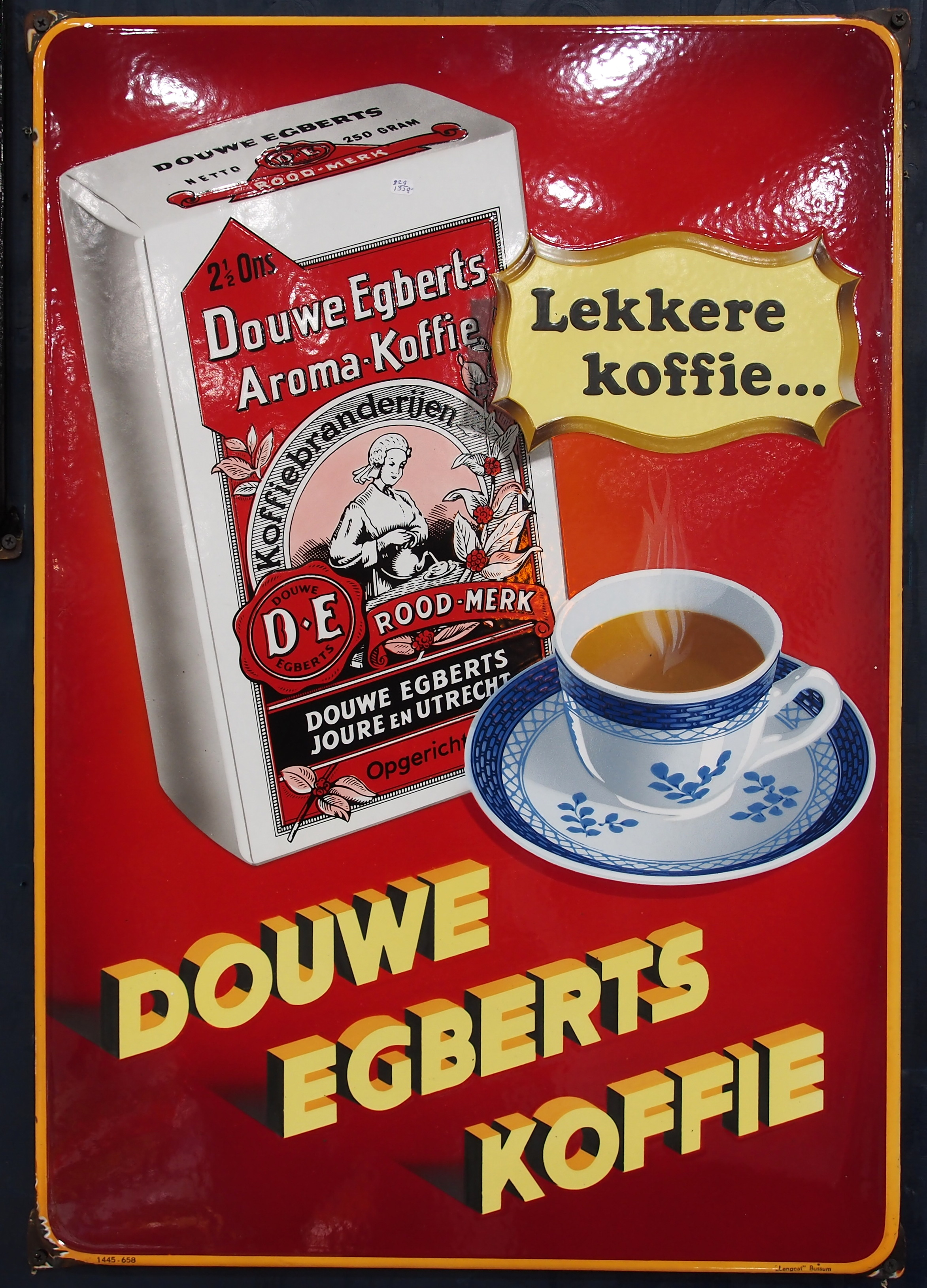
Publicité historique

En 1977, Douwe Egberts se porte acquéreur de Maison du Café auprès de l’UFIMA (Union Française d’Industrie et de Marque Alimentaire). L’année suivante, l’entreprise passe sous le contrôle de Consolidated Foods Corporation. En 1985, Consolidated Foods devient Sara Lee Corporation.
En 1989, Douwe Egberts prend le contrôle de Van Nelle, son concurrent hollandais, également actif dans les domaines du thé, du café et du tabac.
En 1998, L’activité tabac (marques Drum et Van Nelle) est revendue à Imperial Tobacco. En 2001, la collaboration avec Philips débute pour la commercialisation de cafetières nommées Senseo. En 2005, l’activité snacks européenne de Sara Lee Corporation, comprenant Bénénuts en France et Duyvis aux Pays-Bas et en Belgique, est cédée à PepsiCo.
En 2012, lors de la disparition du conglomérat Sara Lee Corporation, sa filiale Douwe Egberts redevient une société néerlandaise indépendante, qui prend le nom de D.E. Master Blenders 1753, dont la raison sociale fait référence à Douwe Egberts, l’une de ses principales marques[réf. nécessaire].
En 2013, D.E. Master Blenders 1753 est racheté par la holding Joh. A Benckiser de la famille allemande Reimann pour 7,5 milliards d’euros.
En mai 2014, Douwe Egberts fusionne avec les activités dans le café de Mondelēz International, dont la marque Tassimo. Mondelēz acquiert 49 % de la nouvelle entité ainsi que 5 milliards de dollars. La nouvelle entité, dirigée par les cadres dirigeants de Douwe Egberts, prend pour nom Jacobs Douwe Egberts.
En novembre 2016, Jacobs Douwe Egberts annonce l’acquisition de Super Group pour 1,45 milliard de dollars. Super Group est une entreprise implantée à Singapour, dans le secteur du café et du thé, présente en Chine, en Malaisie, en Birmanie, à Singapour, en Thaïlande et au Vietnam.

## Marques

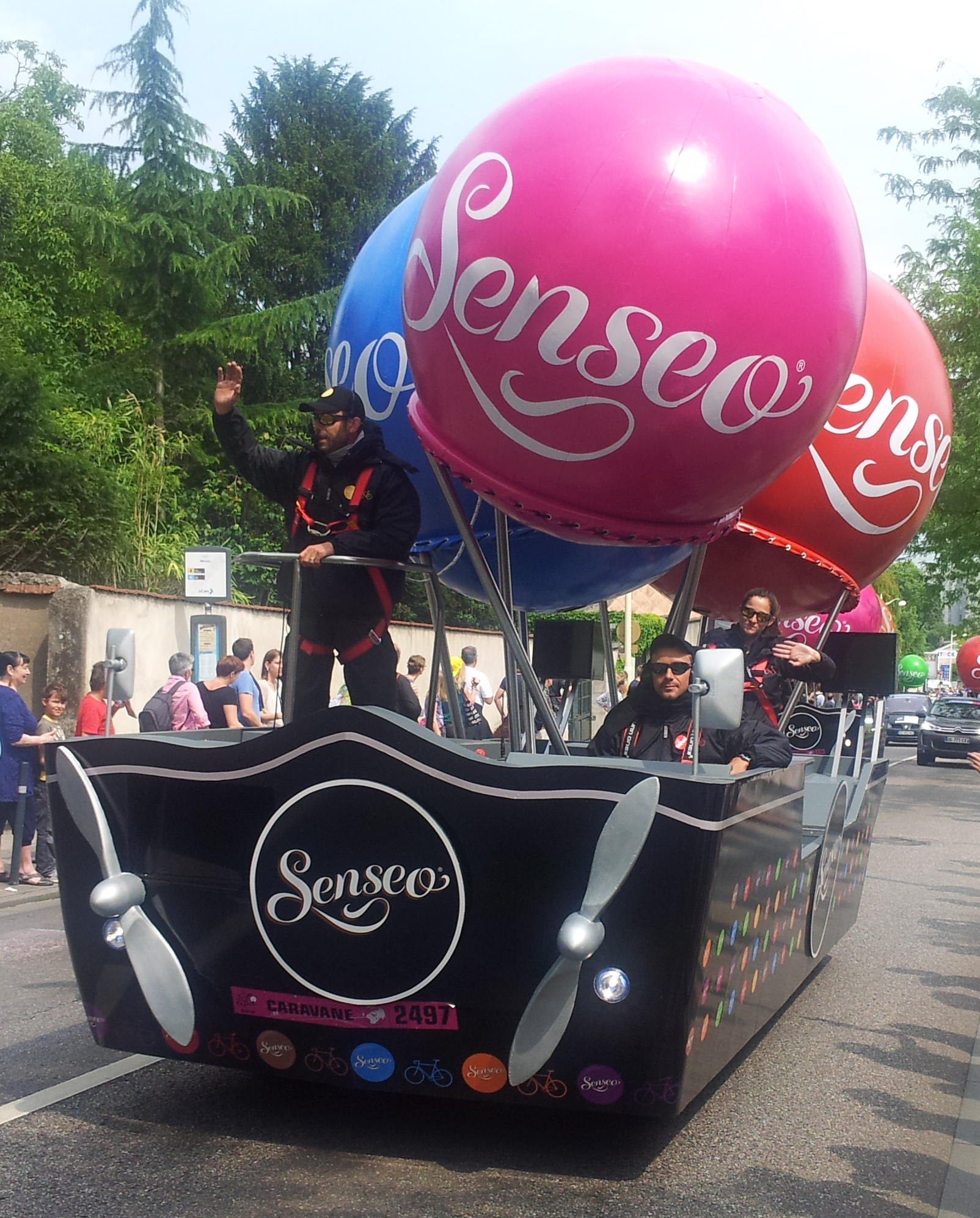
Véhicule publicitaire Senseo lors du Tour de France 2014.

Parmi les marques appartenant au groupe, figurent Douwe Egberts, Jacobs, Senseo, Tassimo, L'OR, Jacques Vabre, Café Grand'Mère, Velours Noir, Marcilla, Moccona, Café Piläo, Pickwick, Tea Forté, Cafitesse, L’arôme EspressO, Hornimans, Coffee Company, Maison du Café, Prima, Omnia, Café do Ponto et Café Privilège (par correspondance).
La marque principale, Douwe Egberts, fondée aux Pays-Bas en 1753, actuellement leader du café aux Pays-Bas et en Belgique, a inspiré la raison sociale de la nouvelle société. Toujours dans le café, Piläo est leader au Brésil. Dans le thé, Pickwick est leader aux Pays-Bas, au Danemark, en République tchèque et en Hongrie. Pour se conformer avec les exigences de la commission européenne par rapport à la fusion avec Jacobs, la marque Carte Noire a été vendue en septembre 2015 à Lavazza. Négociation en cours pour la marque Merrild, présente au Danemark et en Lituanie, et de céder la licence Senseo pour l’Autriche.

## Implantations par pays

### France
Le groupe est présent en France sur deux sites principaux :
- La société Jacobs Douwe Egberts France SAS a son siège à Paris, et assure la commercialisation des produits à base de café en France, auprès de la grande distribution et des marchés professionnels (grossistes, entreprises, restauration,...)
- L'usine JDE d'Andrézieux-Bouthéon conditionne du café moulu et des capsules compatibles Nespresso. Elle assure l'ensemble de la production de capsules du groupe

Filiales :
- Les 2 Marmottes : PME savoyarde produisant des infusions
- Maison Lyovel : gestionnaire de machines à café collectives et de distributeurs automatiques présent dans la moitié nord de la France

## Chiffres clés
Jacobs Douwe Egberts a réalisé un chiffre d’affaires en 2015 de plus de 5 milliards d'euros dans 45 pays et revendique la position de numéro 1 ou de numéro 2 sur la majorité de ses marchés. L’entreprise vend essentiellement à travers la grande distribution et l’Europe de l’Ouest représente 47 % de son chiffre d’affaires.                